# Fusifilum depressum
Fusifilum depressum är en sparrisväxtart som först beskrevs av John Gilbert Baker, och fick sitt nu gällande namn av U.Müll.-doblies, J.S.Tang och D.Müll.-doblie. Fusifilum depressum ingår i släktet Fusifilum och familjen sparrisväxter. Inga underarter finns listade i Catalogue of Life.